# وندل ویلکی
وندل لویی ویلکی (زاده با نام لویی وندل ویلکی، ۱۸ فوریه ۱۸۹۲ - ۸ اکتبر ۱۹۴۴) وکیل آمریکایی، مدیر بخش خصوصی و نامزد جمهوری‌خواهان در سال ۱۹۴۰ برای ریاست‌جمهوری بود. ویلکی در چشم نمایندگان کنوانسیون‌های انتخاباتی جمهوری‌خواهان به عنوان تنها مداخله‌گر حزبش طرفدارانی داشت؛ اگرچه ایالات متحده تا پیش از حمله به پرل هاربر، بی طرف بود، او طرفدار دخالت بیشتر ایالات متحده در جنگ جهانی دوم برای حمایت از بریتانیا و دیگر متفقین بود. رقیب دموکرات او، رئیس جمهور و کاندیدای همزمان فرانکلین دی. روزولت، در انتخابات ۱۹۴۰ با حدود ۵۵ درصد آرای مردم پیروز شد و با اختلاف زیادی آرای کالج الکترال را هم از آن خود کرد.
ویلکی در سال ۱۸۹۲ در الوود، ایندیانا به‌دنیا آمد. پدر و مادرش هر دو وکیل بودند و او هم وکیل شد. او در جنگ جهانی اول خدمت کرد اما تا آخرین روزهای جنگ به فرانسه اعزام نشد و هیچ نبردی را به‌چشم ندید. ویلکی در آکرون، اوهایو مستقر شد، جایی که در ابتدا توسط شرکت فایرستون استخدام شد، اما سپس به شرکت حقوقی Akron Bar رفت. بسیاری از پرونده‌های او وکالت شرکت‌های برقی بود و در سال ۱۹۲۹ ویلکی شغلی را در شهر نیویورک به عنوان مشاور برای شرکت خدماتی مشترک‌المنافع و ساترن (C&S) پذیرفت. او به سرعت ارتقا یافت و در سال ۱۹۳۳ رئیس شرکت خدماتی یادشده شد. همزمان با اینکه ویلکی رئیس C&S شد، روزولت به عنوان رئیس‌جمهور ایالات متحده سوگند یاد کرد و برنامه های خود را برای گشایش شرکت تنسی ولی آتوریتی (که در رقابت با C&S بود) اعلام کرد. بین سال‌های ۱۹۳۳ و ۱۹۳۹، ویلکی در مقابل کنگره، در دادگاه‌ها و در برابر عموم با TVA مبارزه کرد. او در نهایت ناموفق بود، اما دارایی C&S را به قیمت خوبی فروخت و شهرت عمومی به دست آورد.
ویلکی که یک فعال سیاسی قدیمی دموکرات بود، در اواخر سال ۱۹۳۹ ثبت‌نام حزب خود را به جمهوری‌خواه تغییر داد. او در انتخابات مقدماتی جمهوری‌خواهان سال ۱۹۴۰ شرکت نکرد. او به دنبال حمایت از نمایندگان جمهوری‌خواه ولی غیرمتعهد بود، در حالی که حامیان او -بسیاری از جوانان- هم با اشتیاق نامزدی او را تبلیغ کردند. با پیشروی نیروهای آلمانی در اروپای غربی در سال ۱۹۴۰، بسیاری از جمهوری‌خواهان نمی‌خواستند فرد انزواطلبی مانند رابرت تافت یا نا-مداخله‌گر مانند توماس ای. دیویی را نامزد کنند و به ویلکی روی آوردند که در رای‌گیری ششم نامزد شد. حمایت آشکار ویلکی از کمک به بریتانیا، این عامل از عوامل اصلی رقابت او با روزولت را حذف کرد و ویلکی همچنین از رئیس جمهور در تلاشش برای سربازگیری در زمان صلح حمایت کرد. هر دو مرد در پایان روزهای انتخابات مواضع انزواطلبانه‌تری گرفتند. روزولت با تصاحب ۳۸ ایالت از ۴۸ ایالت، برای سومین‌بار پشت‌سرهم، رئیس‌جمهور شد.
پس از انتخابات، ویلکی به عنوان فرستادهٔ غیررسمی روزولت دو سفر خارجی در زمان جنگ (از جمله به ایران در ۱۹۴۳) انجام داد و به عنوان رهبر اسمی حزب جمهوری‌خواه از رئیس‌جمهور حمایت کامل کرد. این امر خشم بسیاری از محافظه‌کاران را برانگیخت، به خصوص که ویلکی از اهداف لیبرال یا بین‌المللی هم بسیار حمایت می‌کرد. ویلکی در سال ۱۹۴۴ برای نامزدی جمهوری‌خواهان نامزد شد، اما پس از یک نمایش فاجعه‌بار در انتخابات مقدماتی ویسکانسین در ماه آوریل، تسلیم شد. او و روزولت در مورد امکان تشکیل یک حزب سیاسی لیبرال پس از جنگ بحث کردند، اما ویلکی در اکتبر ۱۹۴۴ پیش از اینکه این ایده به‌ثمر بنشیند، درگذشت. ویلکی به خاطر کمک سیاسی حیاتی به روزولت در سال ۱۹۴۱ (کمک او به تصویب لایحه وام و اجاره برای ارسال تدارکات رایگان به بریتانیا و سایر کشورهای متفقین) در تاریخ سیاسی آمریکا ماندگار است.